# ريبيكا روس هايوود
ريبيكا روس هايوود (بالإنجليزية: Rebecca Ross Haywood)‏ هي محامية أمريكية، ولدت في 12 أكتوبر 1968 في ماكيسبورت في الولايات المتحدة.